# 미콜라 마트비옌코
미콜라 올렉산드로비치 마트비옌코(우크라이나어: Мико́ла Олекса́ндрович Матвіє́нко, 1996년 3월 2일 ~ )는 우크라이나의 프로 축구 선수로, 샤흐타르 도네츠크와 우크라이나 국가대표팀에서 센터백 또는 레프트백으로 활약하고 있다.

## 구단 경력
마트비엔코는 우크라이나 크림 자치 공화국 사키에서 태어났다. 그는 샤흐타르 도네츠크 유소년 스포츠 학교 출신으로, 2013년에 우크라이나 프리미어리그 클럽과 계약을 체결했다.
그는 우크라이나 프리미어리그 리저브 챔피언십에서 샤흐타르 도네츠크 유소년 팀에서 3년간 활약했으며, 2015년 여름에는 우크라이나 프리미어리그의 주전 팀으로 승격되었다. 그는 2015년 10월 3일 우크라이나 프리미어리그에서 초르노모레츠 오데사와의 경기에서 FC 샤흐타르 소속으로 데뷔했다.
2023년 3월 21일, 샤흐타르 도네츠크는 마트비옌코가 2027년 12월 31일까지 클럽과 새로운 계약을 체결했다고 발표했다.

## 국가대표팀 경력
그의 우크라이나 국가대표팀 데뷔는 2017년 3월, 크로아티아와의 경기였다.
그는 UEFA 유로 2020과 UEFA 유로 2024에서 국가대표팀의 일원이었다.